# Mecklenburg-Vorpommern
För fartyget, se M/S Mecklenburg-Vorpommern.

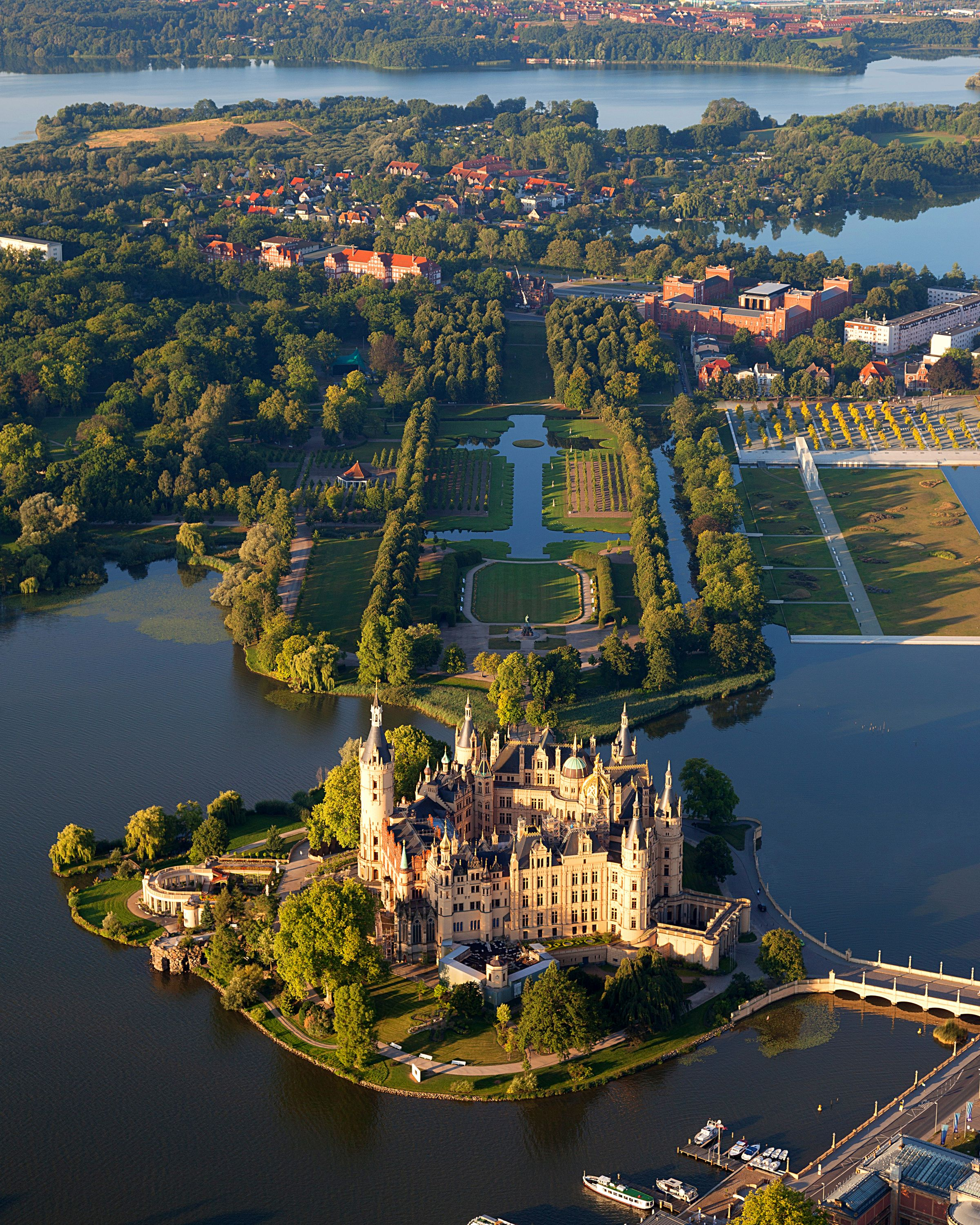
Det nuvarande Schwerins slott, som stod färdigt år 1857.

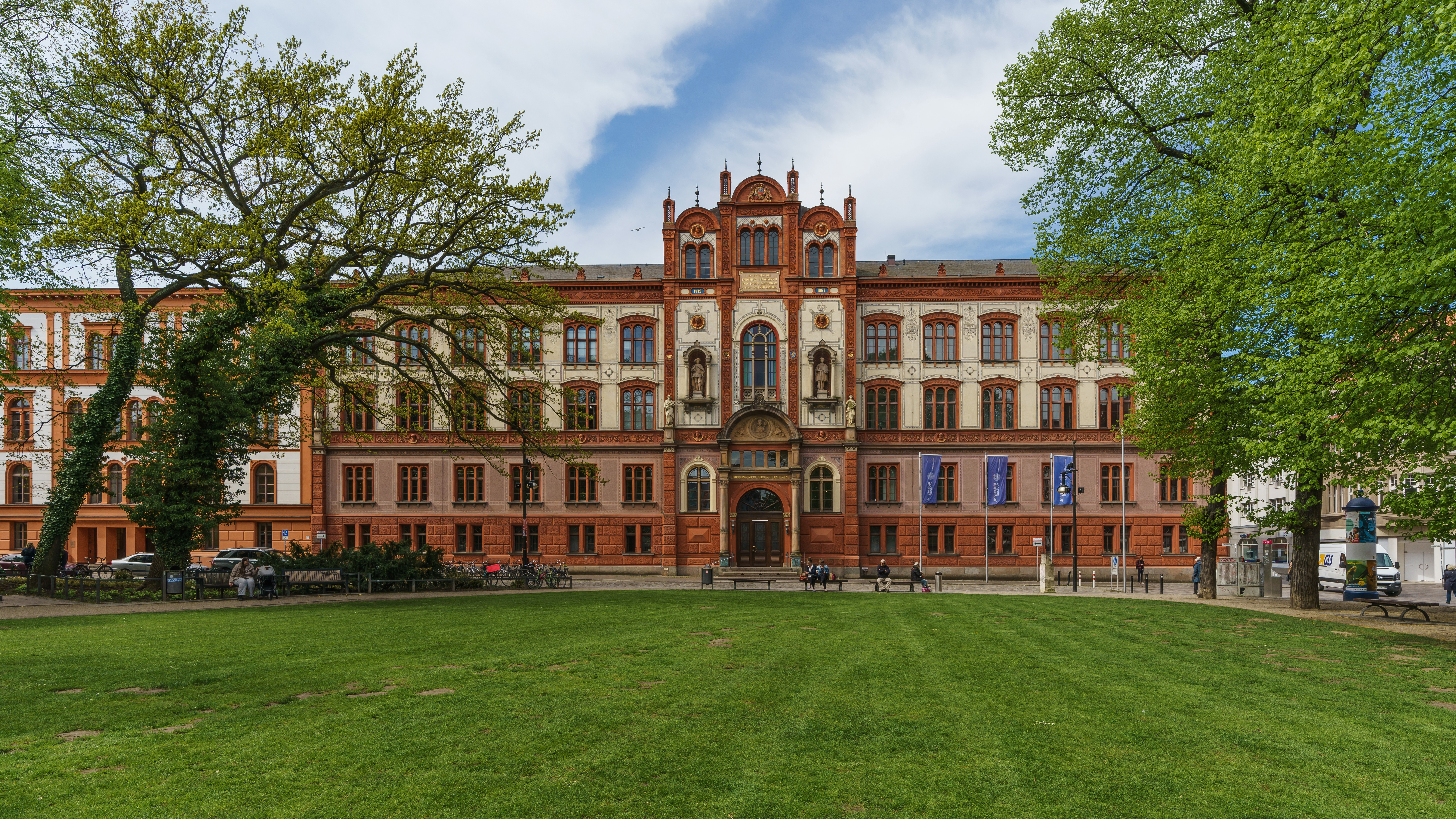
Rostocks universitet grundades år 1419.

Mecklenburg-Vorpommern är ett förbundsland i nordöstra Tyskland, med kust mot Östersjön. Den består av regionerna Mecklenburg och Vorpommern. Mecklenburg-Vorpommern är Tysklands sjätte största förbundsland till ytan och den med lägst befolkningstäthet. Tysklands största ö Rügen ingår, liksom en del av ön Usedom och en del av Mecklenburgska sjöplatån.

## Historia

### Mecklenburg
Huvudartikel: Mecklenburg, se även: Mecklenburgs delningar
De germaner, som på Tacitus tid innehade den trakt, som nu kallas Mecklenburg, efterträddes på 500-talet av vendiska slaver: Lutitzer i öster, redarier i sydväst och obotriter i västra delen av landet, som fått sitt namn av deras huvudstad Mikilinborg ("den stora borgen", nu en by söder om Wismar). År 1160 gjorde hertig Henrik Lejonet av Sachsen sig till herre över obotriternas land och insatte 1167 deras furste Pribislav till sin vasall, sedan denne antagit kristendomen. Vid denna tid började germanernas återinflyttning i Mecklenburg, men slaverna utrotades ej, ty ännu på 1600-talet fanns ett stort antal vendiska familjer kvar. Valdemar Sejr gjorde Mecklenburg 1202 skattskyldigt till Danmark, men denna förbindelse löstes efter Valdemars nederlag vid Bornhöved (1227). År 1229 inträffade landets första delning, varigenom 4 linjer bildades. Av dessa fortlever ännu den äldsta, som residerade i stamslottet Mecklenburg, varemot de andra tre utdog; linjen Werle eller Gilstrow 1436, Rostock 1314 och Parchim 1261, så att deras länder återgick till huvudlinjen, vilken genom gifte därjämte erhöll herrskapet Stargard 1304 och genom köp grevskapet Schwerin 1358. 
Under medeltiden gjorde hertigarna av Sachsen och markgrevarna av Brandenburg anspråk på länshöghet över Mecklenburg, och först 1348 erhöll Albrekt I (1329–1379) av kejsar Karl IV hertigtiteln och erkändes därmed som omedelbar riksfurste. Hans andre son med svenske kungen Magnus Erikssons syster Eufemia, Albrekt II, var 1364–1389 kung i Sverige och 1384–1412 hertig av Mecklenburg. Genom fördraget i Wittstock 1442 erhöll Brandenburg successionsrätt, om Mecklenburgs dynasti utslocknade på manssidan. Under 1549 erkändes lutherska läran som landets religion. Åren 1555 och 1621 ägde nya delningar rum, mellan linjerna Mecklenburg-Schwerin och Mecklenburg-Güstrow. I trettioåriga kriget avsattes (1628) de båda hertigarna Johan Albrekt II av Mecklenburg-Güstrow (1611–1636) och Adolf Fredrik I av Mecklenburg-Schwerin (1608–1658) till följd av sina förbindelser med Danmark; kejsaren förpantade 1627 hela Mecklenburg till Wallenstein, som 1629 erhöll det som ärftligt län.
Med sin kusin konung Gustav II Adolfs hjälp återvände de fördrivna hertigarna 1631, och Pragfreden (1635) återinsatte dem i deras arvländer. I westfaliska freden (1648) avträdde hertigarna staden Wismar jämte amten Poel och Neukloster till Sverige mot gottgörelse av de sekulariserade biskopsstiften Schwerin och Ratzeburg med mera. Sedan linjen Güstrow 1695 utslocknat (med Johan Albrekt II:s son Gustaf Adolf) och Adolf Fredriks i Schwerin son Kristian Ludvig avlidit barnlös 1692 (hans yngre bröder stiftade sidolinjerna Mirow och Strelitz), uppstod en flerårig arvstvist, som 1701 avgjordes så, att Kristian Ludvigs brorson Fredrik Vilhelm av Grabow (död 1713) fick Schwerin och Güstrow och hans yngste broder, Adolf Fredrik II av Strelitz (död 1708), Ratzeburg och Stargard, varigenom bildades de sedan den tiden bestående mecklenburgska staterna Mecklenburg-Schwerin och Mecklenburg-Strelitz. Hertig Fredrik Frans I af Mecklenburg-Schwerin (1785–1837) erhöll 1803 av Sverige staden Wismar med Poel och Neukloster som pant för ett lån på 100 år varjämte Sverige avstod sina anspråk på Warnemünde tull. Både han och hertig Karl I av Mecklenburg-Strelitz (1794–1816) biträdde Rhenförbundet (1808–1813) och därefter Tyska förbundet samt antog 1815 storhertigtiteln. 
I Mecklenburg-Schwerin följde efter Fredrik Frans hans sonson Paul Fredrik (1837–1842), dennes son Fredrik Frans II (1842–1883) samt hans äldste son Fredrik Frans III (1883–1897) och sonen Fredrik Frans IV (från 1897). I Mecklenburg-Strelitz följde efter Karl hans son Georg (1816–1860) och sonson Fredrik Vilhelm (1860–1904) samt dennes son Adolf Fredrik (från 1904). Marsoroligheterna 1848 tvingade de båda storhertigarna att utlova en ny författning; 31 oktober ssamma år sammanträdde en grundlagstiftande församling, men i augusti 1849 trädde Mecklenburg-Strelitz tillbaka från försöket, och endast för Mecklenburg-Schwerin utfärdades den nya författningen 10 oktober samma år. Emellertid protesterade såväl den strelitzska regeringen som ridderskapet och de båda mecklenburgska linjernas agnater mot denna, bland dem kungen av Preussen. Sedan en tysk förbundsdomstol förklarat den ogiltig, upphävdes den, och en fullständig reaktion inträdde, varvid till och med prygelstraffet återinfördes. Mecklenburg-Schwerin deltog på Preussens sida i tysk-österrikiska kriget 1866, men Mecklenburg-Strelitz hann ej få sin kontingent stridsfärdig, förrän kriget redan var slut. Mecklenburg inträdde 1867 i Nordtyska förbundet, 1868 i tyska tullföreningen och 1871 i det nybildade Tyska riket. 
Mecklenburg (Meklenburg på medellågtyska) är ett historiskt område i norra Tyskland vid Östersjön, i den forna nedersachsiska kretsen. Det var under det "andra riket" (kejsardömet 1871–1919) delat mellan de båda storhertigdömena Mecklenburg-Schwerin och Mecklenburg-Strelitz. 
Mecklenburg-Schwerin var till storleken den sjunde, till folkmängden den nionde staten i Tyska riket. Det gränsade i norr till Östersjön, i öster till Pommern och Mecklenburg-Strelitz, i söder till Brandenburg och Hannover samt i väster till Schleswig-Holstein, det strelitzska furstendömet Ratzeburg och floden Trave. Det omfattade hertigdömena Schwerin och Güstrow, distriktet Rostock, furstendömet Schwerin och herresätet Wismar jämte tre små enklaver i Brandenburg och Mecklenburg-Strelitz. Inom dess gränser låg en till Preussen och två till Mecklenburg-Strelitz hörande enklaver. Arealen utgjorde 13 127 km² (varav 667 km² vatten).
Mecklenburg-Strelitz, till storleken den tolfte, till folkmängden den tjugoförsta staten i Tyska riket, bestod av två skilda delar: herresätet Stargard (i nyare tid utan historisk grund kallat hertigdömet Strelitz), öster om Mecklenburg-Schwerin, mellan detta samt Pommern och Brandenburg, och furstendömet Ratzeburg (ett sekulariserat biskopsland), väster om Mecklenburg-Schwerin och i övrigt begränsat av Schleswig-Holstein, Lübeck och Trave. Sammanlagda arealen utgjorde 2 930 km².

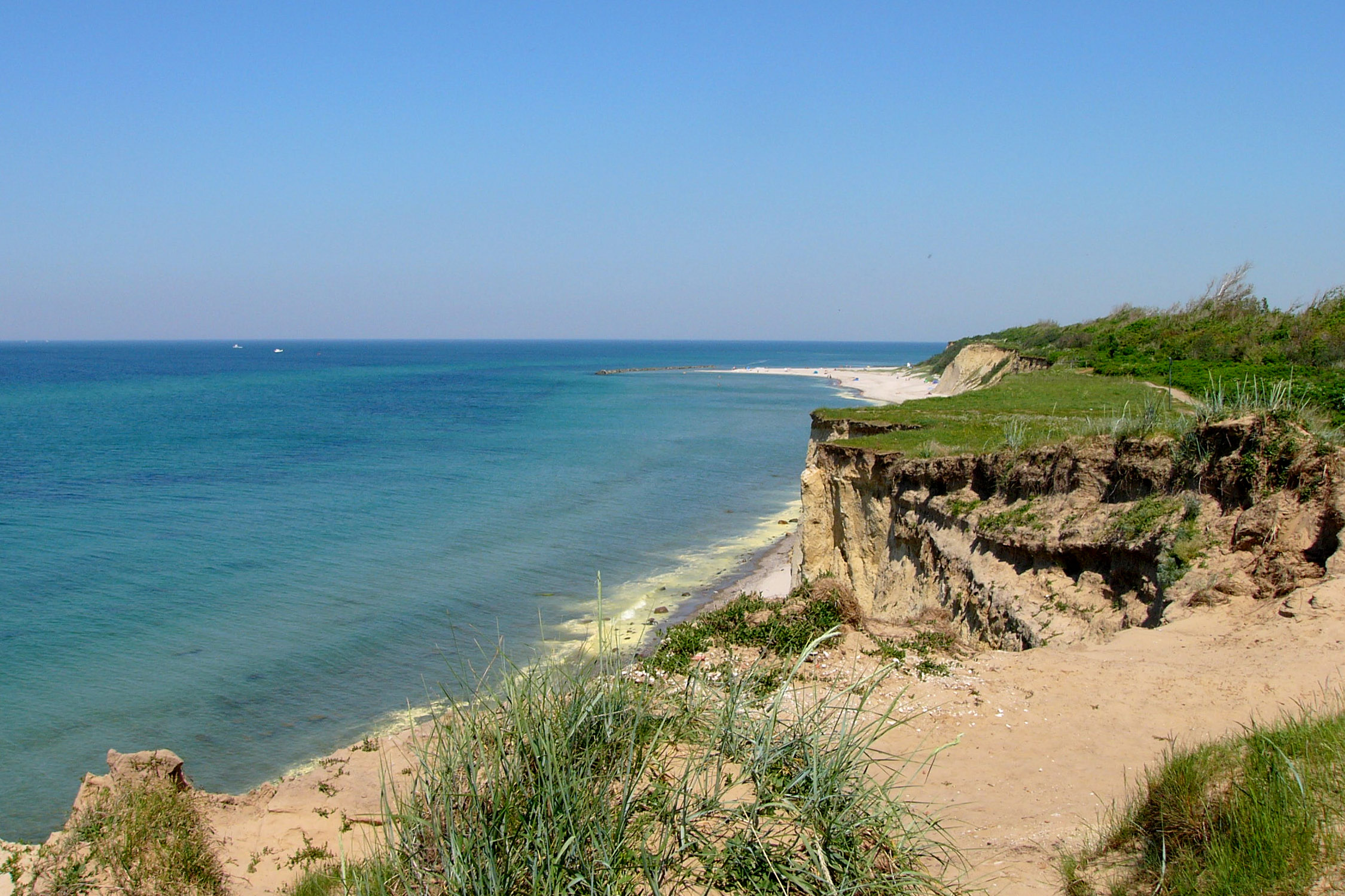
"Pomerania Beach" i Vorpommern (Darss).

### Vorpommern
Huvudartikel: Pommern, se även: Pommerns delningar

### Historiska svenska områden
Huvudartikeln: Svenska Pommern, Wismar (svenskt guvernement)
Svenska Pommern (västra delen av hertigdömet Pommern med förstendömet Rügen) och herrskapet Wismar (Wismar, Neukloster och Poel) var svenska besittningar sedan trettioåriga kriget (Pommern: fördraget i Stettin 1630, Wismar: ockuperat 1632, bekräftades av internationell rätt i Westfaliska freden 1648). En del av Vorpommern söder om floden Peene behövde överlåtas till Preussen i det stora nordiska kriget (freden i Stockholm 1720). Herrskapet Wismar och norra Vorpommern gick förlorade under Napoleonkrigen (Wismar: fördraget i Malmö 1803, Svenska Pommern: Kielfreden 1814 och Wienkongressen 1815).

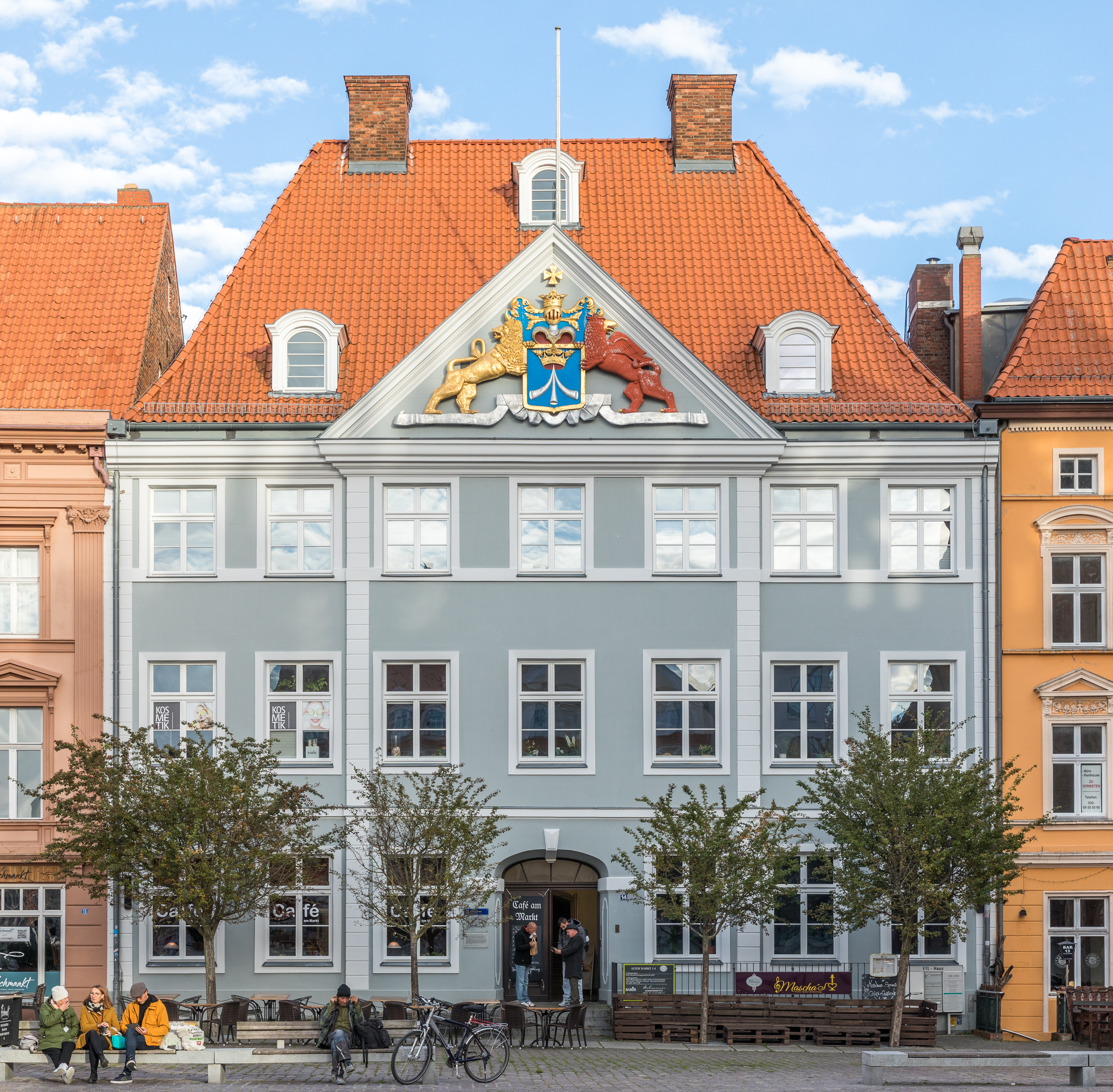
Svenska commandantens hus i Stralsund.
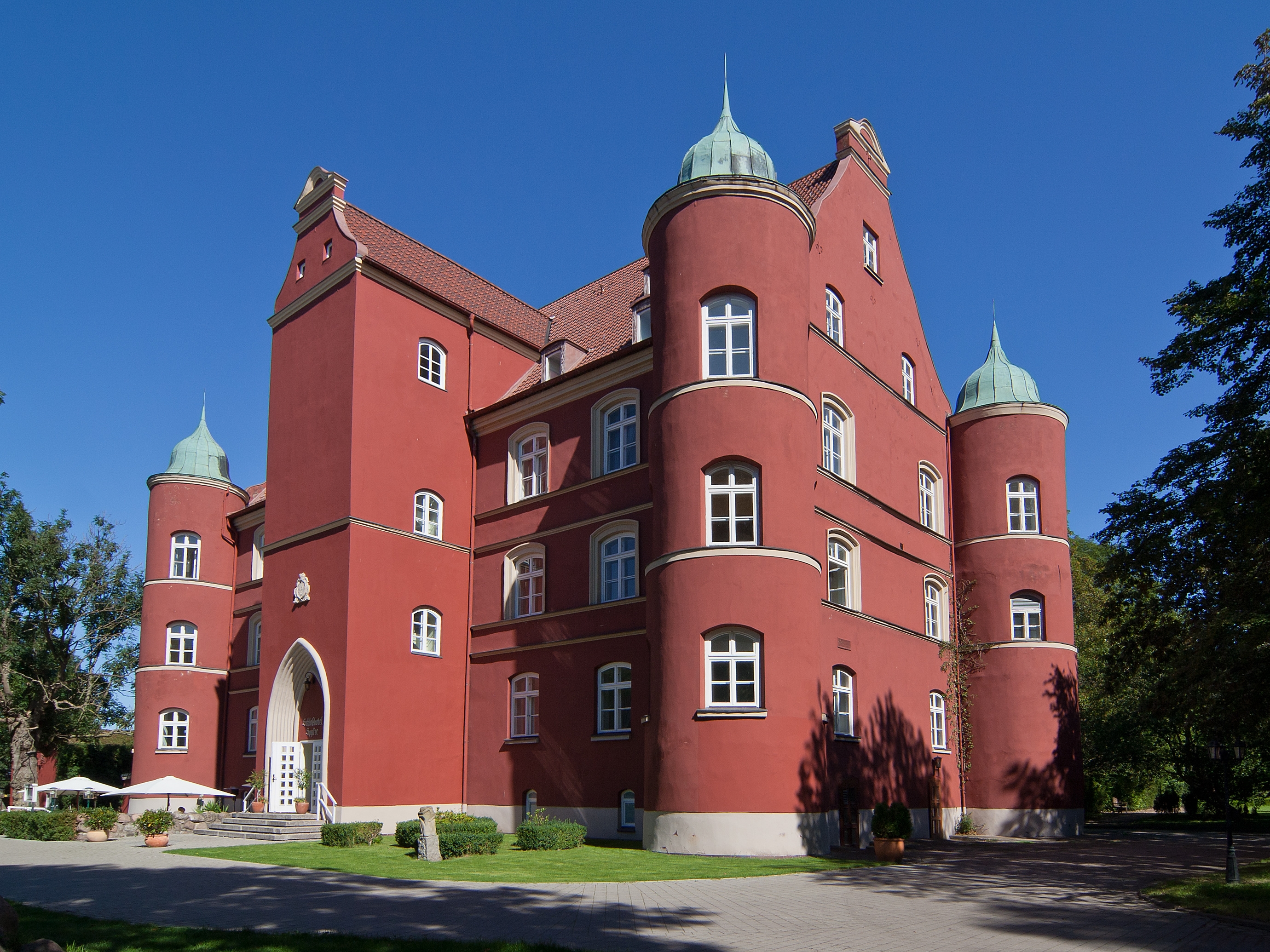
Slottet Spyker på Rügen ägdes av Carl Gustaf Wrangel.

## Flagga och vapen
Mecklenburg-Vorpommern flagga fastställdes 1991 och är en kombination av färgerna i Mecklenburg-Strelitz' och Mecklenburg-Schwerins blå-gul-röda trikolor och Provinsen Pommerns vit-blåa flagga. Förbundslandets vapen består av den traditionella mecklenburgska tjuren och den pommerska gripen.

## Geografi

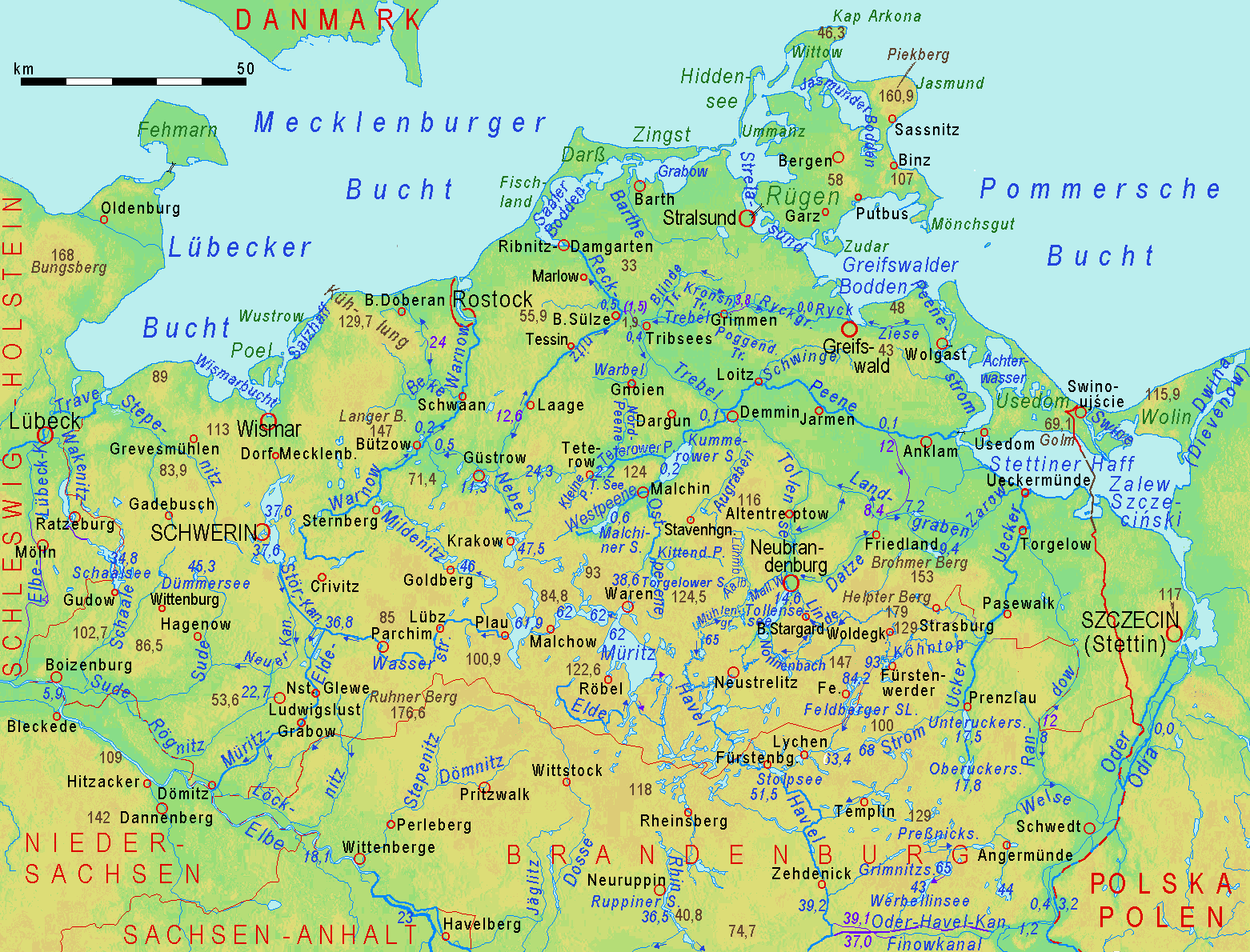
Karta över Mecklenburg-Vorpommern.

### Mecklenburg
Mecklenburg tillhör det nordtyska låglandet och upptas till största delen av den så kallade Baltiska sjöplatån, vars riktning i Mecklenburg går från nordväst till sydöst Endast i sydväst sträcker sig området utanför denna platå, och i nordöst utbreder sig ett lågt förland fram till Östersjön. Sjöplatån har en bredd av 40–50 km, är i sydöst omkring 100 m hög, i nordöst högst 60 m samt avtar i höjd mot väster. Över platån reser sig några berg, bland vilka märks Helpterberg (179 m), Lichtenberg (166 m), Keulenberg (140 m) i den östra delen och Hoheburg (143 m) med flera i nordvästra delen. Utanför den egentliga sjöplatån höjer sig i sydväst Ruhnerberg (178 m) och Sonnenberg (126 m). Även i det nordöstra förlandet finns några, från sjöplatån alldeles fristående lägre berg. 
På en grundval av paleozoiska berg vilar krita, som i sydvästra delen är överlagrad av tertiära bildningar. På kritan och de nämnda tertiära bildningarna ligger diluviala sediment av ända till 100–130 m djup och ovanpå dem här och var alluviala lager. För landets ytbildning har istiden varit i hög grad bestämmande. Det är glaciala avlagringar, som bildar marken och betingar dess former. Moränbildningar och rullstensåsar är kvarlevor från denna tid, liksom även den utomordentligt rika förekomsten av sjöar. Inom Mecklenburg finns omkring 650 sjöar med en totalyta av 850 km², det vill säga 5,3 % av hela landets. De största är Müritzsjön (133 km²), Schwerinsjön (65 km²) och Plauersjön (42,5 km²). Floderna är likaledes många, men små. De flesta är bifloder till Elbe, som själv berör en del av Mecklenburg-Schwerin. De största är Elde (220 km) och Warnow (130 km), den senares vattenområde omfattar 3 171 km². Även Peene upprinner inom Mecklenburg. Några är segelbara, såsom i norr Warnow (med Nebel) och Peene, i söder huvudsakligen Elde. 
Kusten är i regel flack, brant är den endast på enstaka ställen, såsom vid Bad Doberan; dess längd är 228 km. Den djupaste inskärningen är Wismarbukten, från vilken Boltenhagener Wiek tränger in väster om den stora ön Poel, medan Salzhaff utmynnar i dess östra del, skild från Östersjön genom halvön Wustrow. En annan haff- eller kanske rättare limanbildning är Breitling, söder om Warnemünde; även en del av Saaler Bodden hör till Mecklenburg.

### Vorpommern
Förbundslandet Mecklenburg-Vorpommern omfattar även en del av det historiska Vorpommern, tidigare en av de nordligaste provinserna i Preussen, gränsande i norr till Östersjön, i väster till det historiska Mecklenburg, i söder till det historiska Brandenburg och i öster till det historiska Hinterpommern. 
Genom Oder och Stettiner haff delas det historiska Pommern i Hinterpommern i öster och Vorpommern i väster. Området närmast historiska Mecklenburg kallades Neuvorpommern och omfattade den breda dalgång, som genomflyts av Recknitz (mot norr) och Trebel (mot söder). Vor- och Hinterpommern är mycket olika med hänsyn till kustbildning. Det senare har en jämn kustlinje utan uddar och utan framför kusten liggande öar. Kusten består av en nästan oavbruten rad av dyner från Dievenow till halvön Hela i Västpreussen, och bakom dem ligger strandsjöar, som är avspärrade från havet. Vorpommerns kust har även dyner, till exempel på Darss och Zingst, men omges däremot i hela sin längd av öar: Wollin, Usedom, Ruden, Greifswalder Oie, Rügen, Hiddensee, Zingst och Darss. Bakom dem går vikar djupt in i landet (så kallade haff, bodden eller sund). Usedom och Wollin begränsar i norr Stettiner haff (798 km²) och begränsas själva genom Oders tre mynningar: Peene, Swine och Dievenow. Till sin ytbildning är det historiska Vorpommern en lågslätt med kullar, som knappt når 100 m, däremot höjer sig Jasmund på Rügen till 161 m.

### Klimat
Årsmedeltemperaturen är i nästan hela landet 8 °C; sydöstra delen är något varmare. Våren är kall, hösten mild. Skillnaden mellan januari och juli är i Rostock 18 °C, i Neu-Strelitz 19 °C. Den årliga medelnederbörden för hela landet är omkr. 600 mm, störst i västra delen (650 mm), minst i östra delen (i Malchin 550 mm). Växtvärlden är föga omväxlande och floran ej rik. Talrikast är kryptogamerna (1 500 arter), medan av fanerogamer finns blott 1 100 arter, vilket ej är hälften av Tysklands fanerogama växter.

### Större städer
- Rostock
- Schwerin
- Neubrandenburg
- Greifswald
- Stralsund
- se även: Lista över städer i Mecklenburg-Vorpommern

## Administrativ indelning

Distrikt i Mecklenburg-Vorpommern sedan september 2011.

Sedan en distriktsreform i början av september 2011 delas Mecklenburg-Vorpommern in i sex kretsar (Landkreise), det vill säga sekundärkommuner.
1. Landkreis Ludwigslust-Parchim
2. Landkreis Mecklenburgische Seenplatte
3. Landkreis Nordwestmecklenburg
4. Landkreis Rostock
5. Landkreis Vorpommern-Greifswald
6. Landkreis Vorpommern-Rügen

Sedan distriktsreformen finns bara två självständiga städer inom förbundslandet, som inte tillhör någon krets:
- Rostock
- Schwerin

## Samhälle
Mecklenburg-Vorpommern blev efter andra världskriget en del av den sovjetiska ockupationszonen och sedan 1949 en del av DDR. Vid orten Peenemünde låg mellan 1937 och 1943 två raketforskningsanläggningar. Den första var Heeresversuchsanstalt, även kallad "Peenemünde-Ost". 
Den gamla territoriella indelningen avskaffades 1952, och Mecklenburg, som existerat som administrativ enhet sedan 1947, delades upp i ett par Kreise. 

### Statsskick
Val till Mecklenburg-Vorpommerns lantdag sker vart femte år. Lantdagen väljer ministerpresidenten som i sin tur utser landsregeringens ministrar.

### Politik
Efter det tyska återförenandet styrdes delstaten (förbundslandet) först av det kristdemokratiska CDU, men sedan 1998 har socialdemokratiska SPD makten. SPD har styrt förbundslandet i växlande koalitioner, först tillsammans med det omformade östtyska kommunistpartiet PDS, senare med CDU och sedan november 2021 med vänsterpartiet Die Linke, efterträdaren till PDS.

### Befolkning
Befolkningen talar en plattysk dialekt. Mecklenburg är Tysklands glesast befolkade område. Orsaken härtill var under 1800-talet väsentligen den stora utvandringen och under efterkrigstiden den allmänt ogynnsamma befolkningsutvecklingen i DDR.
Längre än i övriga Tyskland fortlevde i Mecklenburg det gamla feodalväsendet. Av jorden i Mecklenburg-Schwerin var över 42 % och i Mecklenburg-Strelitz 56 % ett storhertigligt familjfideikommiss (domanium) fram till första världskriget; hela återstoden tillhörde ridderskapet, enskilda stiftelser eller städerna. Något självägande bondestånd fanns alltså inte så länge Tyskland var ett kejsardöme. Bönderna var livegna till 1820, men livegenskapens upphävande förbättrade föga deras ställning. De blev istället arrendatorer under kronan eller under adeln. 

### Näringslivet
Jorden är sedan lång tid fruktbar och väl odlad. Av mineral är det blott salt som har haft någon betydelse, varförutom mycket tegel tillverkats. Än idag är Mecklenburg-Vorpommern en av de struktursvagaste regionerna i Tyskland och har länge haft hög arbetslöshet. En bransch i vilken förbundslandet dock hävdar sig väl idag är turistbranschen, tack vare den långa kusten mot Östersjön och de många insjöarna.

## Besöksmål

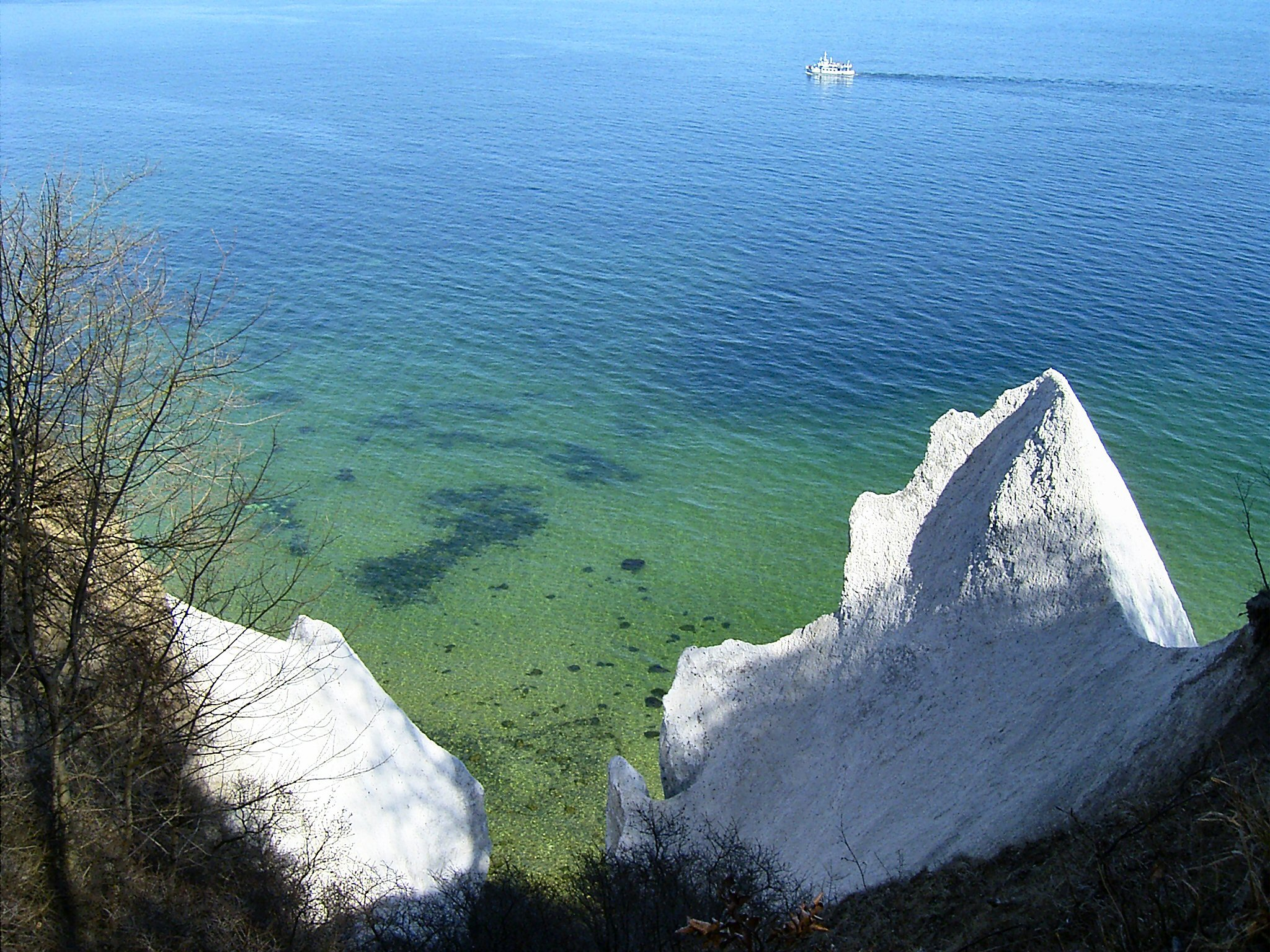
Östersjönskusten i nationalparken Jasmund (Rügen).

### Natur
Mecklenburg-Vorpommern rymmer tre av de fjorton nationalparkerna i Tyskland: Jasmund på ön Rügen, Vorpommersche Boddenlandschaft och Müritz-Nationalpark. Alla nationalparker stiftades efter den tyska återföreningen år 1990. 
Dessutom finns Unesco-biosfärområdena Schaalsee och Flusslandschaft Elbe i distriktet Ludwigslust-Parchim och biosfärområdet Südost-Rügen på ön Rügen.